# Sémiochimique
Sémiochimique qualifie une substance chimique émise par un organisme dans l'environnement et qui a valeur de signal entre les êtres vivants.
On peut distinguer deux catégories de substances sémiochimiques: les intraspécifiques, c'est-à-dire qui permettent la communication entre des individus de la même espèce, et interspécifiques, c'est-à-dire qui permettent la communication entre des individus de différentes espèces. Les substances sémiochimiques intraspécifiques comprennent les phéromones, tandis que les interspécifiques comprennent les allomones, les kairomones et les synomones. Toutefois, ces catégories ne sont pas étanches et une même substance peut appartenir aux deux. Par exemple, une substance émise par les pucerons agissant comme phéromone d'alarme agit aussi comme kairomone en attirant certains prédateurs des pucerons.
Les substances sémiochimiques peuvent être perçues par l'odorat pour les composés volatils, ou par le goût pour les composés non volatils. Les informations portées par les substances sémiochimiques peuvent permettre la localisation et la reconnaissance d'un partenaire sexuel, d'une proie ou d'une ressource alimentaire. Celles au rôle répulsif interviennent dans l'aposématisme.